# Mosteiro de Santa Clara-a-Nova

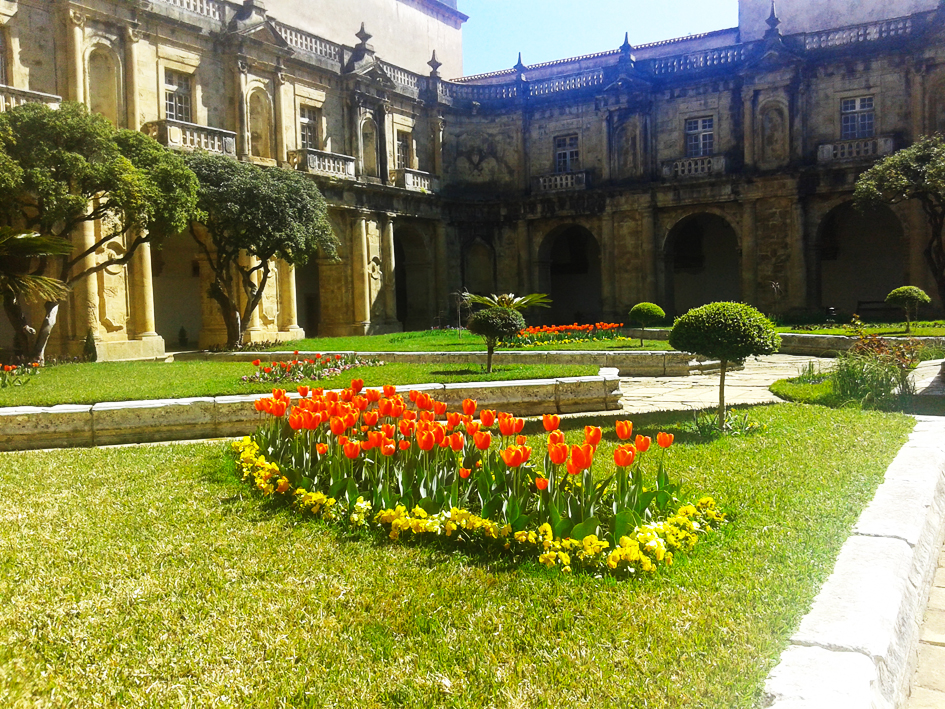
claustros do Mosteiro de Santa Clara-a-Nova - Coimbra

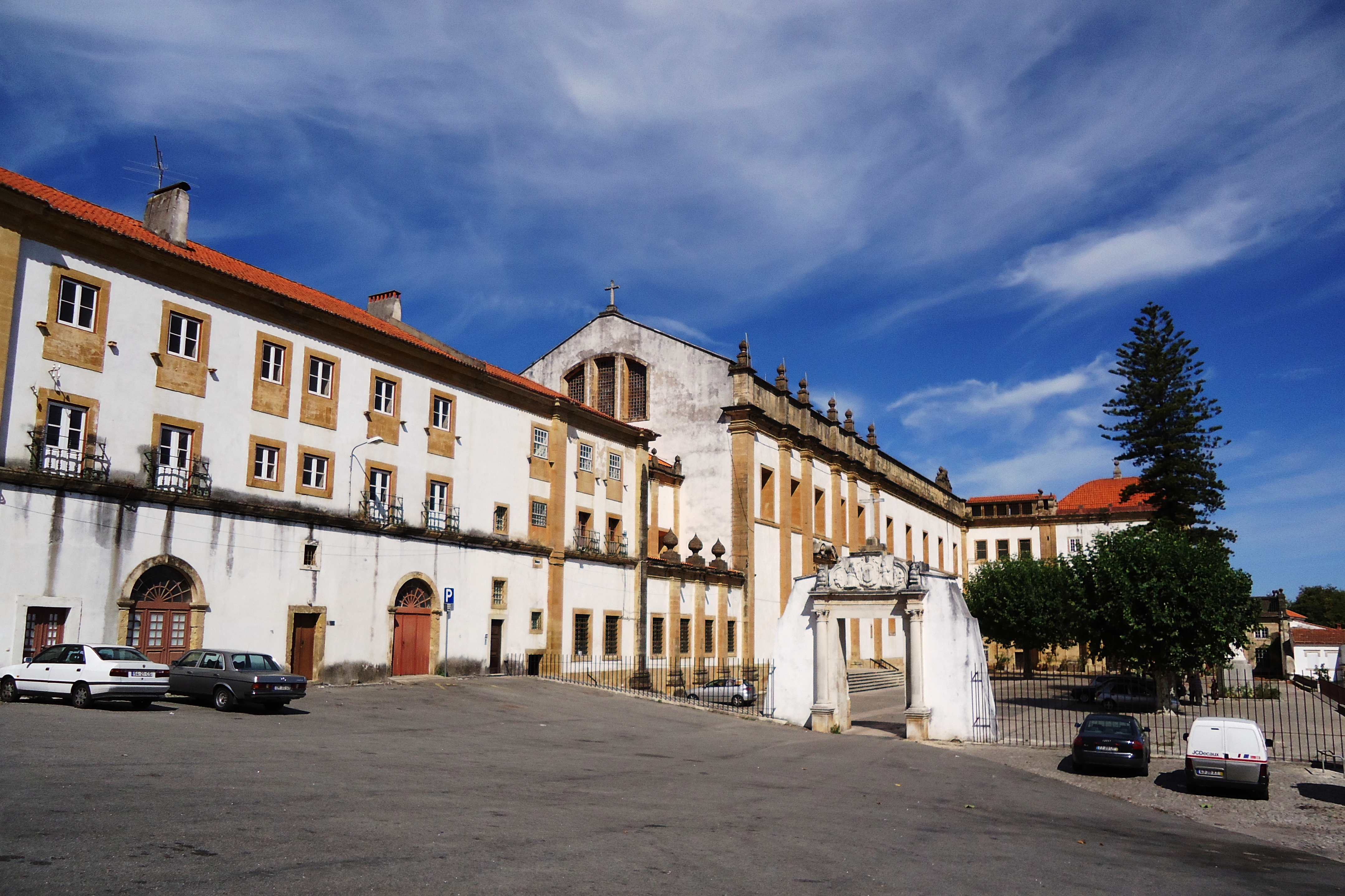
Mosteiro de Santa Clara-a-Nova: envolvente.

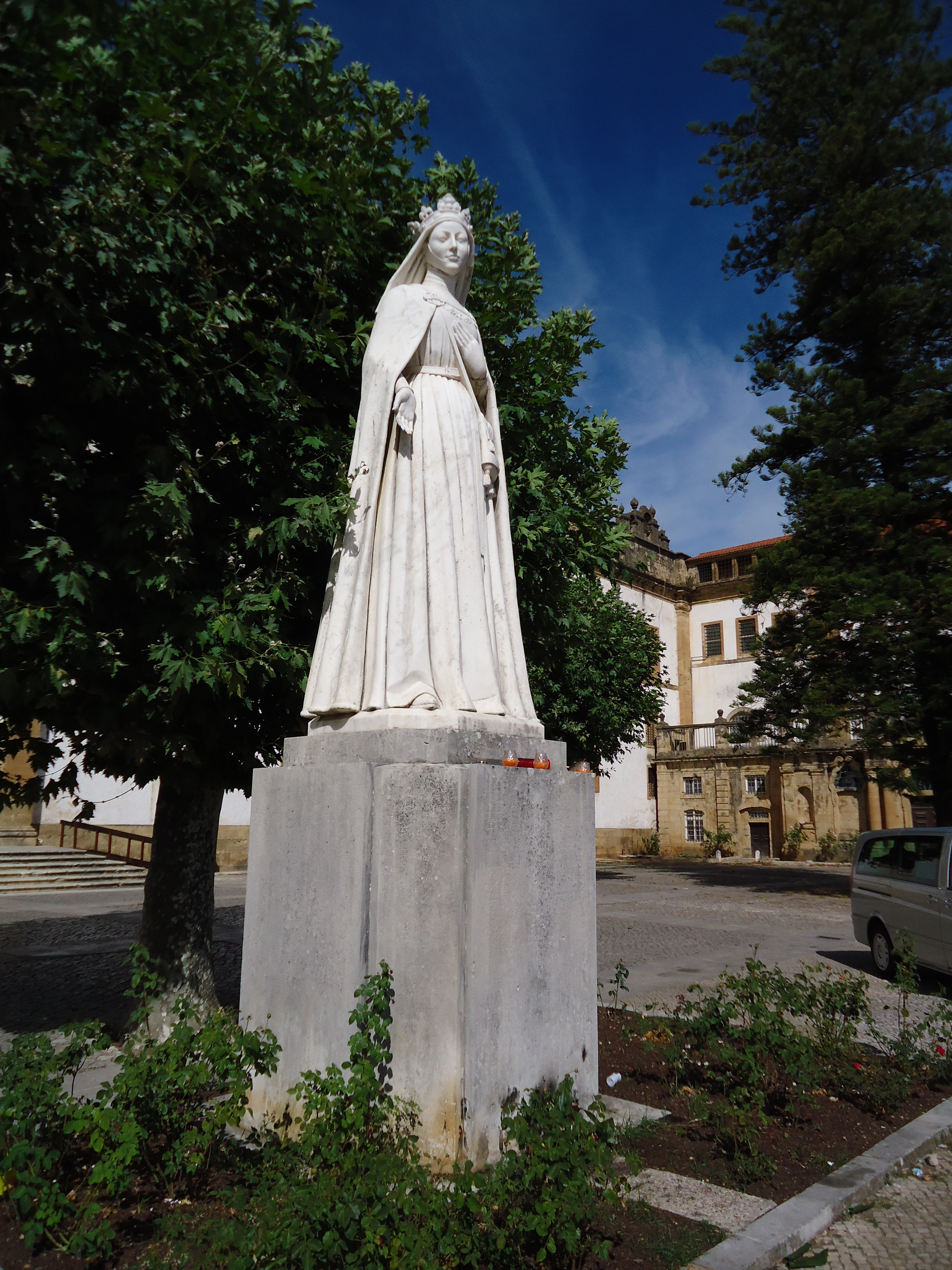
Mosteiro de Santa Clara-a-Nova: estátua da rainha Santa Isabel.

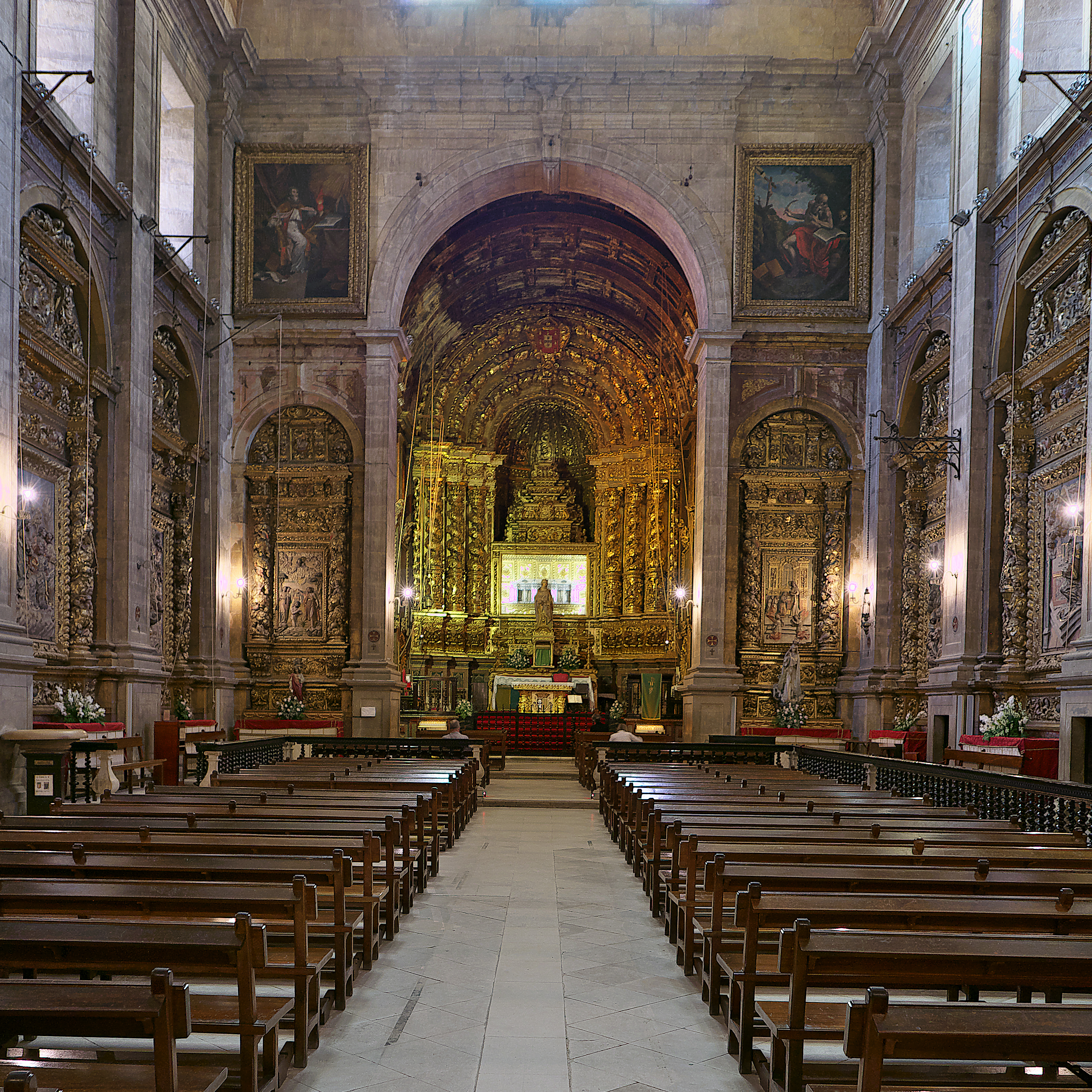
Mosteiro de Santa Clara-a-Nova: Igreja da Rainha Santa Isabel.

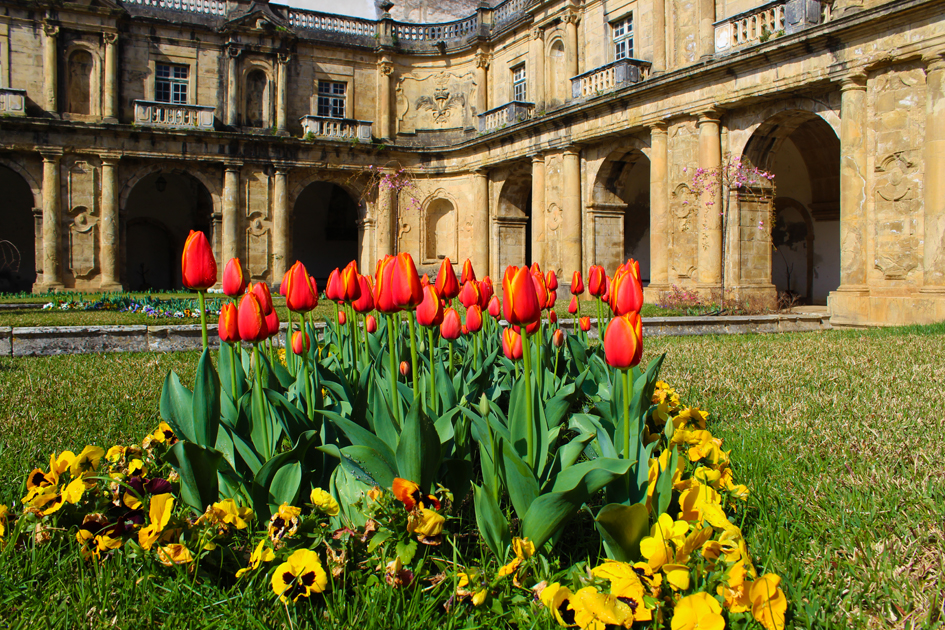
claustros do Mosteiro de Santa Clara-a-Nova

O Mosteiro de Santa Clara-a-Nova, também designado como Convento da Rainha Santa Isabel, localiza-se na freguesia de Santa Clara e Castelo Viegas na cidade, município e distrito de Coimbra, em Portugal.
Foi erguido no século XVII em substituição ao antigo mosteiro medieval de Santa Clara-a-Velha, vítima das inundações periódicas do rio Mondego. Era um verdadeiro mosteiro de clausura franciscana e não um simples convento.
Constitui-se em um importante repositório de arte portuguesa dos séculos XIV a XVIII e guarda as relíquias da Rainha Santa Isabel, fundadora do mosteiro antigo.
O Mosteiro de Santa Clara-a-Nova encontra-se classificado como Monumento Nacional desde 1910.

## História
O convento de Santa Clara de Coimbra foi fundado nos inícios do século XIV, à margem esquerda do rio Mondego. Santa Isabel de Aragão, Rainha de Portugal, esposa de Dinis de Portugal, foi a principal benfeitora da instituição nos seus inícios, tendo-o escolhido como lugar de seu sepultamento.
As constantes inundações de que era vítima o primitivo mosteiro levaram à decisão de construir um novo edifício para a comunidade de clarissas. Desse modo, as obras do novo convento começaram em 1649, com projeto de João Torriano, frade beneditino, engenheiro-mor do reino e professor de matemática da Universidade de Coimbra. Vários edifícios conventuais encontravam-se concluídos em 1677, quando se mudaram as últimas monjas. A igreja foi concluída e sagrada em 1696.
O grande claustro, construído pelo húngaro Carlos Mardel, foi custeado por João V de Portugal em 1733.
Com a morte da sua última freira, em 1891, extingue-se a antiga comunidade religiosa e a Confraria da Rainha Santa Isabel, graças aos esforços empreendidos pelo bispo D. Manuel Correia de Bastos Pina junto do Governo de Portugal, tornar-se-ia  legítima proprietária dos espaços monásticos da igreja, claustro, cerca do corredor, casas do hospício e hospedaria do Mosteiro de Santa Clara-a-Nova, logo a partir de 1896. A parte Norte do Mosteiro, bem como as restantes cercas foram cedidas à Acção Missionária, que permitiu à Congregação de São José de Cluny que as utilizasse como colégio missionário, que aí funcionou até à implantação da República. Em 1910, a parte Norte foi atribuída ao Exército.
Em 1911, a pedido do Ministério da Guerra, a hospedaria e, mais tarde, os dois coros e os claustros, foram arrendados ao Exército Português, que devolveu tudo à Confraria em 2006.
Em 2016 o Estado pretende concessionar o edifício a privados com o compromisso de reabilitação, preservação e conservação por parte dos investidores.
O concurso para a concessão, em 2023, prevê uma área total de construção de cerca de 13 mil metros quadrados e um contrato de concessão de 50 anos para a requalificação e transformação do monumento num hotel de cinco estrelas e prevê uma renda mínima anual de quase 19 mil euros.

## Características
Na rica igreja em estilo maneirista, o lugar de honra cabe à urna de prata com óculos de cristal contendo o corpo incorrupto da Rainha Santa Isabel, instalado em 1696 e custeado pelo Bispo de Coimbra, D. Afonso de Castelo Branco. O túmulo original, de Mestre Pero, em uma única pedra, foi mandado fazer pela própria rainha; situa-se no coro baixo, onde painéis de madeira policromática narram a história da sua vida.

## Reconversão do património arquitectónico
Relativamente perto do centro histórico de Coimbra e da sua universidade, o antigo mosteiro seiscentista, integrava celas para 80 religiosas, podendo o antigo dormitório das religiosas clarissas ser adaptado a residência universitária, com alojamento para estudantes universitários e até para alguns professores visitantes.
Ganharia a cidade de Coimbra se valorizasse e adaptasse o património arquitectónico e histórico, a funções que historicamente distinguem esta cidade.